# 人工意識
人工意識（じんこういしき、Artificial Consciousness、AC）は、人工知能と認知ロボット工学に関わる研究領域であり、技術によって作成された人工物に意識を持たせることを目的としている。Machine Consciousness (MC）、Synthetic Consciousness などとも呼ばれる。
人工的に知覚を持った「存在」を作る話は、古くは様々な神話など、数々存在する。ゴーレム、ギリシアのプロメーテウス神話、クレティアン・ド・トロワの機械人間、メアリー・シェリーの『フランケンシュタイン』などが例として挙げられる。サイエンス・フィクションでは、人工的に意識を持った存在としてロボットや人工知能が描かれてきた。人工意識は哲学的にも興味深い問題である。遺伝学、脳科学、情報処理などの研究が進むにつれて、意識を持った人工的存在を生み出す可能性が出てきた。
生物学的には、人間の脳に必要な遺伝情報を持つ人工的なゲノムを、適当なホストの細胞に組み込むことで、人工的に生命を生み出すことも可能かもしれないとも言われており、そのような人工生命体は意識を持つ可能性が高い。しかしながら、その生命体の中のどういった属性が意識を生み出すのだろうか？ 似たようなものを非生物学的な部品から作ることはできないのか？ コンピュータを設計するための技術でそのような意識体を生み出せないだろうか？ そのような行為は倫理的に問題ないだろうか？という諸問題を孕んでいる。
脳科学の1つの考え方では、脳のある部分の相互作用によって意識が生まれると仮定する。このような、意識を生み出すのに十分な最小限の脳活動を「意識に相関した脳活動; Neural correlate of consciousness」(NCC) と呼ぶ。脳はホムンクルス誤謬と呼ばれる問題にも陥らず、次節で解説する問題をも克服する。人工意識の研究者は、この（まだ完全には解明されていない）相互作用をコンピュータによってエミュレート可能であると信じている。

## 意識の性質
素朴実在論や直接的実在論によれば、脳の行う処理によって人間は直接意識を持っているとされている。間接的実在論や二元論によれば、脳には処理によって得られたデータは存在するが、人間の意識は物理的な事物の上に投影された精神モデルや精神状態であるとされている（ルネ・デカルトの二元論など）。意識に関するこれらのアプローチのいずれが正しいかは常に議論の的である。
直接知覚という考え方は、意識体験が外界に直接的に依存することを説明する新しい物理理論を必要とするかもしれない。しかし、知覚が脳内の世界モデルを通した間接的なものなら、どのようにしてモデルが経験となるのかを説明しなければならない。
知覚が直接的なら、自己認識を説明することが難しくなる。というのも直接知覚という考え方が登場した背景には、内部処理が無限に再帰するという Ryle's regress に陥るのを避けるという目的があった。ロボットの自己認識は明治大学の武野純一教授が研究しており、鏡に映った自分自身と別のロボットとを区別できるロボットが開発された。直接知覚の立場では、夢や想像やメンタルイメージなどの精神生活に人間が本当には気づいていないとも主張する（これらは再帰に関係するため）。
自己認識は間接知覚の立場ではそれほど問題にならない。というのも、その定義上、人間は自身の状態を認識しているとするからである。しかし、上述したように、間接知覚の立場では Ryle's regress を防いでいる現象を説明しなければならない。人間が間接的に知覚しているなら、自己認識はイマヌエル・カント、ウィリアム・ジェームズ、デカルトの説明する時間経験の拡張の結果として生じるのかもしれない。時間経験の拡張は現在の物理学の認識とは一致していないと言えるだろう。

## 情報処理と意識
情報処理とは、状態の符号化である。プログラムと呼ばれる命令列によって示された一連の変換を符号化された状態に対して行う。この符号化された状態は電子の流れによって表されるが、原則として媒体は何でもよく、鉄球や玉ねぎでもかまわない。命令が実装されたマシンも電子式である必要はなく、機械式でも流体を使用してもよい。
デジタルコンピュータは情報処理を実装したものである。その黎明期から、それら機器が意識を持つ日がやってくるかもしれないという示唆はなされてきた。最も早期にそれを真剣に論じた人物としてアラン・チューリングがいる。
技術者が意識を持つ実体を作成するにあたってデジタルコンピュータ方式だけを使うなら、強いAIの哲学と関連した問題が生じる。最も重要な問題はジョン・サールの中国語の部屋という思考実験である。それは、情報処理装置の中身は真の意味を理解する必要がないことを示したものである。それは単に電子や鉄球の一群にすぎない。
サールの主張は直接知覚主義者を納得させることはない。彼らは「意味」が知覚するオブジェクトによってのみ見つけられるものであるとする。また、創発主義の概念もサールの主張への反論となっている。創発主義は処理系の複雑さが新たな物理的現象を生むことを提唱している。
人工知能研究では「digital sentience（デジタル直観）」という誤った用語がしばしば使われる。「直観」とは、内的思考なしで知覚する能力を意味する。それは、意識体験がプロセスというよりも状態であることを示唆している。
マシンが任意の環境で意識を持てるかという議論は、一般に物理主義と二元論の対立として描かれる。二元論者は「意識には物理的でない何かが関わっている」と信じている一方、物理主義者は「全ては物理的に説明できる」としている。

## デジタルコンピュータの意識
マシンが人工的に意識を持つにあたって、必須と考えられている意識の様々な面が存在する。Bernard Baars は意識が役割を果たす様々な機能を提案した。人工意識の目的は、それを含めた意識の各相をデジタルコンピュータのような人工物で合成することである。そのリストは完全ではなく、カバーされていない面も多々ある。
直観と意識を判定する一般的な基準は自己認識である。「conscious（意識がある）」の辞書の定義を見ると「自身の置かれた環境、自身の存在、感覚、思考を自覚する」とある（dictionary.com）。1913年版のウェブスターでは conscious を「内部の意識体験、または外部からの観測によって知識を有する; 認識がある; 気づいている; 分別がある」と定義している。自己認識は非常に重要であるが、それは主観的で検証しにくいと言えるかもしれない。
Igor Aleksander は人工意識の重要な能力として、将来の事象を予測することを挙げた。彼の Artificial Neuroconsciousness: An Update で「予測は意識の重要な機能の1つである。予測のできない有機体は意識に深刻な障害を負っているだろう」と述べている。創発主義者ダニエル・デネットは『解明される意識』で、予測に関連する「多元的草稿」モデルを提案した。それは、現在の環境に最も適した「草稿」を評価・選択するという考え方である。
もう1つの必要とされる面として「自覚; Awareness」がある。しかし、「自覚」についても定義上の問題がある。この問題を説明するため、哲学者デイビッド・チャーマーズは汎心論者の主張によればサーモスタットも意識があることになると逆説的に論じた(Chalmers 1996, pp283-299)。サーモスタットは、暑すぎる、寒すぎる、ちょうどよい温度という状態を持つ。猿の神経系をスキャンした実験によると、状態やオブジェクトではなくプロセスが神経を活性化させることが示された。そのような反応は五感を通じて得られた情報に基づくプロセスのモデルによって説明されなければならない。そのようなモデルの作成には多大な柔軟性を必要とするが、予測を行うのに有益でもある。
意識を持つマシンは、個性を持つと考えられている。行動主義心理学では、個性は他者との関わりにおいて脳が生み出した錯覚であるとするやや一般的な理論がある。つまり、他者と関わりを持たない人間（および他の動物）は個性を持つ必要はなく、人間の個性は進化することはないだろうという説である。人工意識を持つマシンは、人間のオブザーバーと意味のある対話をする能力を有するものとする限り、個性を必然的に持つと考えられる。しかし、計算機科学者らが指摘するとおり、機械の個性を測るチューリングテストは汎用的に使える手法ではない。
学習も人工意識が備えるべき能力である。サセックス大学の Ron Chrisley のまとめた "Engineering consciousness" によれば、意識とは、自己、透過性、学習、計画、ヘテロ現象学、信号の区別、行動選択、注意、タイミング管理から構成される。ダニエル・デネットは "Consciousness in Human and Robot Minds" の中で「未成熟なロボットが意識を持つように育てる方が、事前に全ての用意を整えるより簡単だろう」と述べている。彼はロボットの意識について「サイズは大人であっても、最初から成熟してはいないだろう。それは人工的な幼少期を経るよう設計され、その間、現実世界の入り乱れた環境で得るであろう経験から学ぶ必要があるだろう」としている。そして、「人間と自然言語で対話できるエージェントは、世界中の知識のうち数百億の項目は多すぎるにしても数百万の独立な項目にアクセスできなければならないことは間違いない。ダラスのダグラス・レナート率いる Cycプロジェクトが行っているような人間のプログラマによるコード化がその手段かもしれないし、人工エージェントが実世界と実際にやり取りして知識を獲得する新たな方法が見つかるかもしれない」と述べている。学習に関する興味深い論文として、Axel Cleeremans（University of Brussels）と Luis Jiménez（University of Santiago）の "Implicit learning and consciousness"  がある。そこでは、学習を「系統発生的に発展した適応プロセスの集合であり、経験への感度に強く依存していて、複雑で予測不能な環境でエージェントが行動を柔軟に制御することを可能にするもの」と定義している。
「期待; Anticipation」はマシンに意識があるように見せるのに使われる特徴である。人工意識を持つマシンは期待される事象に対して対応する準備ができていなければならない。これが示しているのは、マシンがリアルタイム性を備えていなければならないということであり、それによってマシンが現在意識を持っているということを証明できる。そのためには、マシンを検証するには現実世界をシミュレーションするために予測不能な環境の中で動作させなければならない。
ジョン・マッカーシーは「人工知能プログラムが汎用性に欠けているために苦しんでいることは、1971年時点はおろか、1958年時点でも明らかであった」と述べた。「汎用性; Generality」は人工知能だけでなくむしろ人工意識にとって重要な特徴と言える。

## 学説
人工意識のもっともらしさと能力、人工意識が真の意識を持つ可能性についていくつかの定説がある。サーモスタットに意識があると言う人も、サーモスタットに音楽を理解できるとは思っていない。チャーマーズはインタビューの中で、サーモスタットが非常に思索的な意識を持つと言ったが、彼自身は熱心な汎心論者ではない（Chalmers (1996) whiter panpsychism の298ページ参照）。そのような解釈は、意図的に不正確な定義を与える可能性があるが、任意の有意な知性を定義するには限定的すぎる傾向がある。
人工意識は「強いAI」のように天才的である必要はない。それは科学的方法のように客観的である必要があり、既知の意識の能力を実現できなければならない。ただし、トマス・ネーゲルが客観的に観測できないとした主観的経験は除外される。
虚無主義的観点
何かに意識があるかどうかを検証することは不可能である。寒暖計に音楽が理解できるか問うことは、人間に五次元で思考できるか問うのと同じことである。人間が五次元で思考する必要はないし、寒暖計が音楽を理解する必要もない。意識とは、自分で選択するように見えるものの属性を示す単なる用語であり、おそらく我々の精神が内包するには複雑すぎるものである。意識のあるように見えるものもあるが、それは単に我々の精神がそう信じさせようとしているか、我々のそれらのものへの感情の影響である。意識とは錯覚である。
その他の観点
別の観点の一例として、人間は自身の存在、延いては自身の意識も否定することができる。ルネ・デカルトの「我思う、ゆえに我あり」を熱心に論じる機械があったとしたら、それは人工意識の存在の証拠の1つとなるだろう。しかし、機械がそれを記号的に論じるとしたら、あまりにも人間的すぎる。その主張の本来の意味は、意識体験が存在するというものであり、それを否定することも一種の意識体験であるため、我々はそれを否定することができないのである。意識を持つマシンはマシンであるが故に意識を持たないと主張することもできる。ちょうど記号的主張と体験の違いを誤解した人間のように。意識は必ずしも無謬の論理的能力を意味しない。意識の完全性、意識の程度、その他の関連する事柄については議論が続いており、今後も続くだろう。ある実体の意識が他の意識より劣っているとしても、どちらの意識の完全性も損なうことにはならない。
今日のコンピュータは一般に意識を持たないと考えられている。UNIX系のシステムで wc -w コマンドを実行すると、テキストファイル内の単語数を数えて報告する。しかし、それは意識の存在を示す証拠でも何でもない。しかし、top コマンドを実行すると、コンピュータはリアルタイムで継続的にタスクの実行状況やCPU使用率などを報告する。これは一種の限定された自己認識の証拠であり、意識が自己認識に基づく行動で示されると定義されるなら、top コマンドは意識の存在を示していると言えないこともない。

### 学問分野としての人工意識
人工意識の研究には、人工意識システムを構築することで、対応する自然のメカニズムを理解するという側面もある。
「人工意識」という用語を使う科学者として Igor Aleksander （インペリアル・カレッジ・ロンドン）がいる。彼の著書 Impossible Minds の中で、人工意識を創造するための原理は既に存在するが、そのマシンに言語を理解させるには40年かかると述べている。ここでいう言語理解とは、必ずしも人間の自然言語のことを意味しない。犬は200程度の単語を理解すると言われることもあるが、万人が納得するような証拠はない。
その点で、「デジタル直観; Digital Sentience」は漠然と代替的目標とされたが、あまり理解が進んでいない。1950年代以来、計算機科学者、数学者、哲学者、SF作家がデジタル直観の意味や可能性を議論してきた。
そういった意味では、人間の直観をモデルとしたアナログのホログラフィック的直観の方が可能性が高い。

## 実用的アプローチ
哲学の範囲に止まらない人工意識研究もある。実際に人工意識を持つマシンを開発しようと真剣に取り組んでいる者もいる。以下に2つの例を挙げる。他にも同様の研究は行われているし、今後も増えるだろう。

### Franklin の知的分散エージェント
Stan Franklin（1995年、2003年）は、自律エージェントを Bernard Baars の Global Workspace Theory（1988年、1997年）に定義された意識の機能の一部を備えた場合に、機能的意識を持っていると定義した。彼の生み出した IDA（Intelligent Distributed Agent）は GWT のソフトウェアによる実装であり、その定義により機能的意識を備えている。IDA はアメリカ海軍で航海から帰ってきた船員に対して、各人のスキルと好み、海軍側のニーズを考慮して新たな仕事を割り当てる作業を行う。IDA は海軍の大まかな方針に従った上で海軍のデータベースと対話しつつ、船員たちとも自然言語の電子メールを使って通信する。IDA の計算モデルは Stan Flanklin らが 1996年から 2001年にメンフィス大学で開発した。これは約25万行のJavaコードで構成され、2001年ごろのハイエンド・ワークステーションのリソースをほぼ完全に消費する。それは「コードレット; codelet」と呼ばれるものに強く依存している。コードレットとは目的に特化した比較的独立したミニエージェントであり、スレッドとして動作する小さなコードとして実装されることが多い。IDA のトップダウン型アーキテクチャでは、高レベルな認知機能が明確にモデル化されている。詳細は Flanklin（1995年、2003年）を参照されたい。IDA は定義により機能的意識を持つとされるが、Franklin はそれが人間のような振る舞いを多く見せるとしても、いわゆる一般的な現象としての意識ではないと述べている。アメリカ海軍の人々は IDA とのやり取りで「そう、そのとおり」とうなづいてるのが何度も目撃されているが、それは単に IDA がそのタスクを実行した結果にすぎない。

### Haikonen の認知アーキテクチャ
Pentti Haikonen（2003年）は人工意識を達成するには従来のルールベースの処理方式では不十分であると考えている。「脳はコンピュータとは全く違う。思考はプログラムされたコマンド列の実行ではない。脳は数値演算装置でもない。我々は数で考えたりしない」と Haikonen は言う。精神や意識を実現するのにそれらの根底にある計算規則を特定して実装するのではなく、Haikonen は「認知/内部イメージ/内言/苦痛/喜び/感情のプロセスやそれらの背後にある認知機能を再現する特殊な認知アーキテクチャ」を提案した。「このボトムアップ型アーキテクチャはアルゴリズムやプログラムを使わずに人工神経と呼ばれる基本処理装置を多数使って高レベルな機能を生み出す。」Haikonen は、これに十分な複雑性を持たせれば、このアーキテクチャが意識を発生させると信じている。彼はそれを「分散信号表現、知覚プロセス、混合様相、遡及力などを特徴とした操作のスタイルと手法」であるとしている。Haikonen のような意識の見方（神経を基にしたアーキテクチャを自律エージェントに導入することによって創発的に人工意識を生み出そうとする立場）は孤立しているわけではない。他にも Freeman（1999年）、Cotterill（2003年）の例がある。Haikonen（2004年）はこのアーキテクチャをあまり複雑でない実装にすることも提案しており、人工意識には至らないものの、感情と見られる状態を示すという。

## 検証
人工意識は形式的に証明可能としても、実装されたものが意識を持っているかどうかの判定は観測に頼ることになる。
チューリングテストは、マシンと人間が対話することでそのマシンの知能を測ることを提案したものである。チューリングテストでは、対話の相手がマシンなのか人間なのかを推測する。人工意識体が観測者の想像を超え、意味のある関係を築いたときに初めてそのようなテストに合格したと言える。
猫や犬はこのテストに合格できない。意識は人間だけが持つ属性ではないだろう。しかし、人工意識をもつマシンもこのテストに合格できない可能性は高い。
前述したように、中国語の部屋はチューリングテストに合格するマシンが意識を持つ必要がないことを示すことによって、その妥当性に疑問を呈した。
意識によるものとされる人間の振る舞いは非常に幅広いため、マシンに意識があるかどうかを判定する全基準を定めることは困難である。
実は、間接知覚主義者からすれば、意識の有無を検証する振る舞いに関するテストはありえない。なんとなれば意識体は夢などの精神活動を行うからである。その点は意識体験の主観的性質を強調する人々が主張している。例えば、トマス・ネーゲルは論文 What is it like to be a bat? で、主観的体験は客観的に観測できないため還元されることがなく、物理主義にも反しないとしている。
客観的基準がマシンの意識をテストする前提条件として提案されているが、特定のテストに不合格であったとしても意識がないことの証明にはならない。最終的に、意識についての一般的理解が適用可能なら、マシンが意識があるかどうかを判定することができるだろう。
人工意識の別の検証方法として、環境を人工的に構築して一部の刺激以外発生しないようにして、マシンをその環境に置いたときの学習能力を証明するという方法も提案されている。人間が何かに注目するメカニズムはまだ科学的に完全に解明されていない。この知識の欠如が人工意識の技術者によって利用された。つまり、「注目」のメカニズムが分かっていないため、マシンに関してもそれを測る方法が特定されていないのである。人間の無意識は、完全に注意力のない状態であり、前述のテストでは人工意識が注目した点を示す出力機能を持つ必要がある。Antonio Chella（University of Palermo）は次のように述べている。
「概念と言語の間のマッピングは、概念構造の言語的シンボルによる翻訳である。適切な内部状態を持つニューラルネットワークによって実装された注目のメカニズムによってなされる。概念的表現を適切に走査する逐次的注目メカニズムを仮定したとき、事前の知識に基づいて生成された仮説に従えば、その場面で発生している興味深い事象を予測し、検出することができる。それゆえ、入力される情報からそのようなメカニズムが期待を生成し、仮説が実証されるような（場合によっては補正された）コンテキストを作成する。」

## 倫理的側面
人工意識を持つマシンが実際に作られたとき、そのマシンの権利という倫理的問題が生じる（すなわち、法的にそれはどんな権利を持つのか）。例えば、意識を持つコンピュータが何者かの所有物でシステムの一部として使用されている場合、その権利は特にあいまいである。法律制定の前に、「意識」を法的に定義する必要がある。人工意識はまだ研究段階であり、そのような倫理的問題はまだ論じられていない。しかし、フィクションにおいては良く取り上げられるテーマである（下記参照）。

## フィクションにおける人工意識
テクノロジーや未来史をテーマにする作品では、高度に発達した情報工学の象徴として架空の人工意識がしばしば登場する。以下に代表的なものを例として挙げる。
- スカイネット - 『ターミネーター』
- Vanamonde - アーサー・C・クラーク『都市と星』
- フランク・ハーバートの『ボイド - 星の方舟』に登場する宇宙船
- ジェイン - オースン・スコット・カードのエンダーシリーズに登場する
- HAL 9000 - 『2001年宇宙の旅』
- デイビッド - 『A.I.』
- データ - スタートレックシリーズ
- アイザック・アシモフの一連のロボットものに登場するロボット
  - アンドリュウ - 『バイセンテニアル・マン』
- レプリカント - 『ブレードランナー』
- 『ニューロマンサー』
- 『マトリックス』
- テクノコア - ダン・シモンズの『ハイペリオン』四部作
- Johnny 5 - 『ショート・サーキット』
- ロバート・A・ハインラインは人工知能や人工意識を扱った小説を数々残している。『月は無慈悲な夜の女王』など。
- 『鉄腕アトム』
- 石ノ森章太郎の諸作品（ロボット刑事、人造人間キカイダー、大鉄人17など）
- R田中一郎 - 『究極超人あ〜る』
- 山本弘の『アイの物語』『地球移動作戦』に登場するTAIや人工意識コンパニオン。
- 多脚戦車 - 『攻殻機動隊』
  - 同作品に登場するハッカー「人形使い」も自我や知性の源であるネットワークが人工物である事から、広義においては人工意識といえる。
- U-18 - 『ブラック・ジャック』